# Kırşehir
Kırşehir là một thành phố nằm trong tỉnh Kırşehir của Thổ Nhĩ Kỳ. Thành phố Kırşehir có diện tích km2, dân số thời điểm năm 2009 là 105.826 người. Đây là thành phố lớn thứ 75 tại Thổ Nhĩ Kỳ.

## Khí hậu
| Dữ liệu khí hậu của Kırşehir                 | Dữ liệu khí hậu của Kırşehir | Dữ liệu khí hậu của Kırşehir | Dữ liệu khí hậu của Kırşehir | Dữ liệu khí hậu của Kırşehir | Dữ liệu khí hậu của Kırşehir | Dữ liệu khí hậu của Kırşehir | Dữ liệu khí hậu của Kırşehir | Dữ liệu khí hậu của Kırşehir | Dữ liệu khí hậu của Kırşehir | Dữ liệu khí hậu của Kırşehir | Dữ liệu khí hậu của Kırşehir | Dữ liệu khí hậu của Kırşehir | Dữ liệu khí hậu của Kırşehir |
| Tháng                                        | 1                            | 2                            | 3                            | 4                            | 5                            | 6                            | 7                            | 8                            | 9                            | 10                           | 11                           | 12                           | Năm                          |
| -------------------------------------------- | ---------------------------- | ---------------------------- | ---------------------------- | ---------------------------- | ---------------------------- | ---------------------------- | ---------------------------- | ---------------------------- | ---------------------------- | ---------------------------- | ---------------------------- | ---------------------------- | ---------------------------- |
| Cao kỉ lục °C (°F)                           | 19.0 (66.2)                  | 20.6 (69.1)                  | 28.0 (82.4)                  | 30.9 (87.6)                  | 34.5 (94.1)                  | 36.2 (97.2)                  | 40.2 (104.4)                 | 40.5 (104.9)                 | 39.0 (102.2)                 | 33.6 (92.5)                  | 26.2 (79.2)                  | 19.9 (67.8)                  | 40.5 (104.9)                 |
| Trung bình ngày tối đa °C (°F)               | 4.9 (40.8)                   | 7.2 (45.0)                   | 12.2 (54.0)                  | 17.5 (63.5)                  | 22.5 (72.5)                  | 26.9 (80.4)                  | 30.7 (87.3)                  | 30.9 (87.6)                  | 26.7 (80.1)                  | 20.6 (69.1)                  | 13.0 (55.4)                  | 6.9 (44.4)                   | 18.3 (64.9)                  |
| Trung bình ngày °C (°F)                      | 0.1 (32.2)                   | 1.5 (34.7)                   | 5.9 (42.6)                   | 10.8 (51.4)                  | 15.7 (60.3)                  | 20.0 (68.0)                  | 23.7 (74.7)                  | 23.9 (75.0)                  | 19.2 (66.6)                  | 13.5 (56.3)                  | 6.5 (43.7)                   | 2.1 (35.8)                   | 11.9 (53.4)                  |
| Tối thiểu trung bình ngày °C (°F)            | −3.8 (25.2)                  | −3.0 (26.6)                  | 0.5 (32.9)                   | 4.7 (40.5)                   | 9.2 (48.6)                   | 13.2 (55.8)                  | 16.5 (61.7)                  | 16.8 (62.2)                  | 12.1 (53.8)                  | 7.2 (45.0)                   | 1.2 (34.2)                   | −1.7 (28.9)                  | 6.1 (43.0)                   |
| Thấp kỉ lục °C (°F)                          | −28.0 (−18.4)                | −25.3 (−13.5)                | −21.8 (−7.2)                 | −8.2 (17.2)                  | −1.4 (29.5)                  | 2.6 (36.7)                   | 5.1 (41.2)                   | 5.0 (41.0)                   | −1.2 (29.8)                  | −6.6 (20.1)                  | −21.5 (−6.7)                 | −24.3 (−11.7)                | −28.0 (−18.4)                |
| Lượng Giáng thủy trung bình mm (inches)      | 43.8 (1.72)                  | 31.2 (1.23)                  | 37.9 (1.49)                  | 42.7 (1.68)                  | 46.2 (1.82)                  | 37.5 (1.48)                  | 8.9 (0.35)                   | 11.8 (0.46)                  | 14.9 (0.59)                  | 30.6 (1.20)                  | 35.0 (1.38)                  | 44.9 (1.77)                  | 385.4 (15.17)                |
| Số ngày giáng thủy trung bình                | 11.07                        | 9.57                         | 11.70                        | 11.87                        | 13.07                        | 8.77                         | 2.37                         | 2.40                         | 4.13                         | 7.27                         | 7.90                         | 11.27                        | 101.4                        |
| Số giờ nắng trung bình tháng                 | 102.3                        | 130.0                        | 176.7                        | 210.0                        | 272.8                        | 318.0                        | 368.9                        | 347.2                        | 288.0                        | 226.3                        | 165.0                        | 102.3                        | 2.707,5                      |
| Số giờ nắng trung bình ngày                  | 3.3                          | 4.6                          | 5.7                          | 7.0                          | 8.8                          | 10.6                         | 11.9                         | 11.2                         | 9.6                          | 7.3                          | 5.5                          | 3.3                          | 7.4                          |
| Nguồn: Cơ quan Khí tượng Nhà nước Thổ Nhĩ Kỳ |                              |                              |                              |                              |                              |                              |                              |                              |                              |                              |                              |                              |                              |